# یاکوبوف و موراوسکیخ بودییوویتس
یاکوبوف و موراوسکیخ بودییوویتس (به چکی: Jakubov u Moravských Budějovic) یک منطقهٔ مسکونی در جمهوری چک است که در منطقه تربیچ واقع شده‌است.
 یاکوبوف و موراوسکیخ بودییوویتس ۹٫۸۷ کیلومتر مربع مساحت و ۶۰۹ نفر جمعیت دارد و ۴۷۳ متر بالاتر از سطح دریا واقع شده‌است.